# Bob James
Ej att förväxla med Montrose sångare Bob James
Robert McElhiney "Bob" James, född 25 december 1939 i Marshall, Missouri, är en amerikansk jazzmusiker (keyboard, piano), arrangör och producent. Han är mest associerad med smooth jazz och fusion. Ett flertal av hans album har nått respektabel placering på Billboard 200-listan. Två av hans låtar, "Nautilus" och hans inspelning av Paul Simons "Take Me to the Mardi Gras", har använts flitigt inom sampling. Han har spelat in album tillsammans med Earl Klugh och David Sanborn.

## Diskografi, album
- One (1974)
- Two (1975)
- Three (1976)
- BJ4 (1977)
- Heads (1977)
- Touchdown (1978)
- Lucky Seven (1979)
- H (1980)
- All Around The Town (1981)
- Sign Of The Times (1981)
- Hands Down (1982)
- Foxie (1983)
- Taxi - The Genie (1983)
- 12 (1984)
- The Swan (1984)
- Obsession (1986)
- Ivory Coast (1988)
- Grand Piano Canyon (1990)
- Restless (1994)
- Playin' Hooky (1997)
- Joy Ride (1999)
- Anthology (2001)
- Dancing On The Water (2001)
- Restoration (2001)
- Morning, Noon & Night (2002)
- The Essential Collection 24 Smooth Jazz Classics (2002)
- Bob James in Hi Fi (2003)
- Urban Flamingo (2005)
- The Very Best Of Bob James (2009)